# 全国大学英語四・六級考試
全国大学英語四・六級考試（ぜんこくだいがくえいごよん ろっきゅうこうし、英語: College English Test/CET）は、中華人民共和国教育部が主催の、大学生を対象に英語能力を認定する検定試験である。
CET-4とCET-6のレベルがある。6月後半と12月後半の年2回試験が実施されている。
旧試験は100点満点で、合格点は60点、優秀点は85点。2005年の改定で710点満点となり、合格ラインは設けられていないが、CET-6の受験条件の一つは「CET-4で425点以上取得すること」で、425点が習慣上の「合格点」とされている。

## 試験言語
英語以外に、CETに日本語、ドイツ語、ロシア語とフランス語（四級のみ）がある。便宜上CETに属しているが、それぞれ「全国大学日本語四・六級考試」などと呼ぶ。だが、日本語において「日本語能力試験」などといったもっと有名な試験があるため、CET日本語などはそれほど重要視されていない。